# Rei Momo

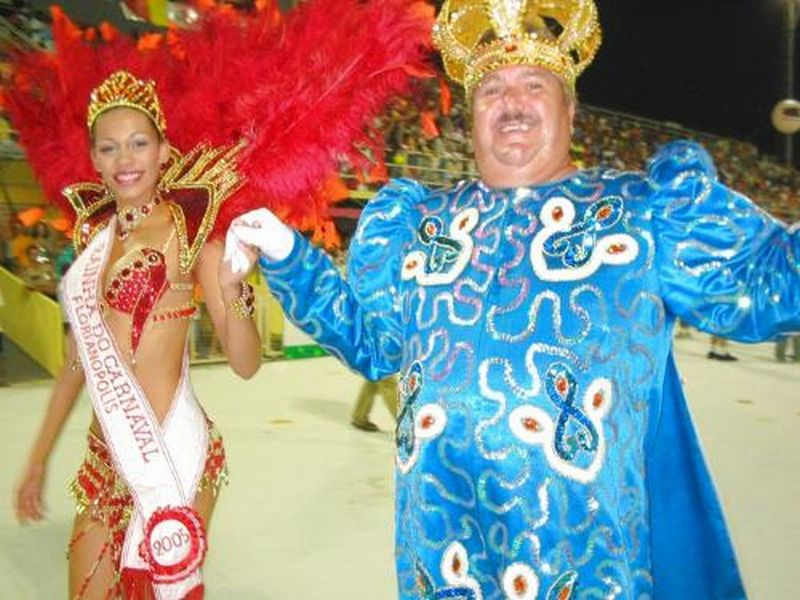
Rei Momo do Carnaval de Florianópolis. 2005

Rei Momo é um personagem da mitologia grega que se tornou um símbolo do Carnaval em alguns países da América Latina, incluindo Brasil e Colômbia.

## Mitologia
Na mitologia grega, Momo (Reclamação) era uma das filhas que a deusa Nix, personificação da noite, teve sem um pai, ou com Érebo.
Momo foi escolhida para julgar qual deus, dentre Zeus, Poseidon e Atena, poderia fazer algo realmente bom. Zeus fez o melhor dos animais, o Homem, Atena fez uma casa para as pessoas morarem, e Poseidon fez o touro. Momo, então, que ainda vivia entre os deuses e tinha o hábito de não gostar de nada, criticou o touro porque não tinha olhos em baixo dos chifres que o permitissem mirar os seus alvos quando ele fosse dar uma chifrada, o homem por não ter uma janela no seu coração para que o seu semelhante pudesse ver o que ele estava planejando, e a casa porque ela não tinha rodas de ferro na sua base para que ela fosse movida.

## História
O Rei Momo parece ter surgido em Espanha, sob a forma de um boneco que se queimava, como forma de suavizar um costume antigo mais brutal, simbolizando a morte de Jesus Cristo propiciadora da sua ressurreição.
Surge na literatura espanhola já no século XVI, na obra de 1553, "El Momo. La moral y muy graciosa historia del Momo: compuesta en latín y trasladada al castellano por Agustín de Almacan. En Alcalá de Henares". Correm então várias historietas sobre esta personagem burlesca. A novela picaresca espanhola La pícara Justina, publicada pela primeira vez em 1605 em Medina del Campo, alude ao Rei Momo, parodiando-o como Rey Mono, ou seja, Rei Macaco: "Ya guisa del rey Mono, hizo su trono", e "Hizo de las capas un trono imperial, poniendo por respaldar dos desaforados cuernos, parecía rey Mono puramente." Salas Barbadillo volta a recolher esta tradição e personagem em 1627, na sua obra Estafeta del rey Momo.
Esta figura apareceu em 1888 no Carnaval de Barranquilla, na Colômbia, como vestígio do Rei Burlesco da Antiguidade, sob a forma de uma personagem alegre e foliona que substitui o antigo Rei Momo, a qual era coroada nos salones burreros de Barranquilla. Este concedia a licença que autorizava a desordem carnavalesca com bombos, pratos e maracas, parodiando o cerimonial solene dos ministreis do Palácio que outrora saíam nos tempos coloniais à praça pública a ler os éditos dos vice-reis. Os costumes de nomear o Rei Momo ainda continua até os dias de hoje em Barranquilla, e o rei deve caracterizar-se pela sua permanente alegria e simpatia, estando encarregue de organizar o Desfile del Sur na calle 17 da cidade.
Pela mesma época o enterro do Rei Momo era festejado no Carnaval de Montevideu, sendo-lhe dedicadas quadras, como esta de 1892: "El Rey Momo ya murió / lo llevamos a enterrar / envuelto en una mortaja / de ajo, pimienta y sal...". Esta figura substitui na abertura dos corsos carnavalescos o clássico espanhol Marqués de las Cabriolas.

### Rei Momo no Carnaval do Rio de Janeiro
Durante muito tempo o Rei Momo fez parte do Carnaval carioca, como de outros carnavais, sem no entanto incorporar uma figura específica.
Em 1910 o palhaço negro Benjamim Oliveira personificou o Rei Momo, pela primeira vez no Rio de Janeiro, numa actuação do Circo Spineli.
A figura actual do Rei Momo carioca terá surgido em 1933, quando Edgard Pilar Drumond, também conhecido por Plamenta, cronista carnavalesco, juntamente com o jornalista Vasco Lima e outros jornalistas do jornal A Noite, criaram um boneco de papelão a que chamaram Rei Momo I e Único, esculpido pelo artista Hipólito Colomb.

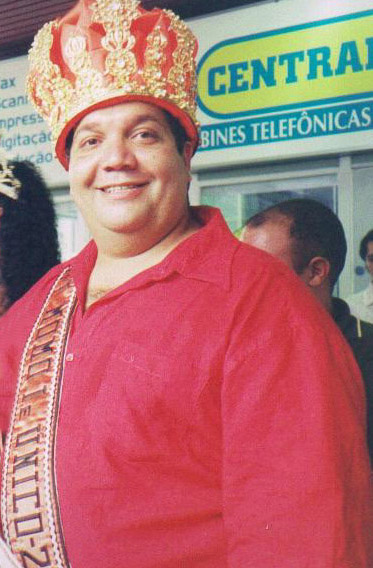
Marcelo Reis, Rei Momo do Carnaval Carioca de 2005

Em 1934, o jornal decidiu passar o rei para carne e osso, sendo consenso que devia ser alguém alegre, bonacheirão, bem falante e com cara de glutão, uma visão peculiar do Rei Momo e diversa da de carnavais como o de Nice, Nova Orleães e Colônia. O eleito foi Moraes Cardoso, cronista de turfe na redacção do mesmo jornal, que prontamente concordou. Pedida a opinião ao maestro Sílvio Piergilli do Teatro Municipal sobre a indumentária do futuro rei, este, ao saber o físico do escolhido, não teve dúvidas em entregar a vestimenta do Duque de Mântua, personagem da ópera de Verdi, Rigoletto. E assim, entre os gritos de saudação de "Vive le Roy!" e "Evoé Momo!" de repórteres, linotipistas, contínuos e faxineiros, comandados por Pilar Drumond, nascia para o Rio de Janeiro o primeiro Rei Momo genuinamente carioca. Não é claro se os dois Reis Momos - o de papelão e o de carne e osso - chegaram a coexistir no mesmo Carnaval.
Moraes Cardoso foi coroado como rei do Carnaval por quase 15 anos, de 1934 a 1948. Até ao seu falecimento, participou dos desfiles carnavalescos onde era ovacionado com muitas serpentinas e confetes, além de sempre ser cumprimentado com um "Vive le Roi!" (Viva o Rei, em francês), tanto pelos amigos de redação quando pelos foliões. A partir daí, a escolha do rei do Carnaval foi feita por entidades carnavalescas e jornalísticas, uma vez que a presença do rei havia virado tradição entre os foliões. Uma lei estadual de 1968 oficializou a eleição.
A importância do Rei Momo para a cidade do Rio de Janeiro pode ser atestata pelo fato de vários prefeitos, nos primeiros dias do carnaval, entregarem as chaves da cidade ao Rei Momo, como se, a partir deste momento, quem governasse a cidade não fosse mais o prefeito, mas o Rei Momo.

#### Lista de Rei Momos vencedores no Rio de Janeiro
| Ano  | Vencedor        |
| 1949 | Gustavo Mattos  |
| 1950 | Jaime de Moraes |
| 1951 | Nelson Nobre    |
| 1952 | Nelson Nobre    |
| 1953 | Nelson Nobre    |
| 1954 | Nelson Nobre    |
| 1955 | Nelson Nobre    |
| 1956 | Nelson Nobre    |
| 1957 | Nelson Nobre    |
| 1958 | Abrahão Reis    |
| 1959 | Abrahão Reis    |
| 1960 | Abrahão Reis    |
| 1961 | Abrahão Reis    |
| ---- | --------------- |

| Ano  | Vencedor                  |
| 1962 | Abrahão Reis              |
| 1963 | Abrahão Reis              |
| 1964 | Abrahão Reis              |
| 1965 | Abrahão Reis              |
| 1966 | Abrahão Reis              |
| 1967 | Abrahão Reis              |
| 1968 | Abrahão Reis              |
| 1969 | Abrahão Reis              |
| 1970 | Abrahão Reis              |
| 1971 | Abrahão Reis              |
| 1972 | Edson Seraphin de Santana |
| 1973 | Elson Macula              |
| 1974 | Edson Seraphin de Santana |
| ---- | ------------------------- |

| Ano  | Vencedor                  |
| 1975 | Edson Seraphin de Santana |
| 1976 | Edson Seraphin de Santana |
| 1977 | Edson Seraphin de Santana |
| 1978 | Edson Seraphin de Santana |
| 1979 | Edson Seraphin de Santana |
| 1980 | Edson Seraphin de Santana |
| 1981 | Edson Seraphin de Santana |
| 1982 | Edson Seraphin de Santana |
| 1983 | Paolo Vicente Paccelli    |
| 1984 | Robertão                  |
| 1985 | Elson Macula              |
| 1986 | Elson Macula              |
| 1987 | Reynaldo Bola             |
| ---- | ------------------------- |

| Ano  | Vencedor          |
| 1988 | Reynaldo Bola     |
| 1989 | Reynaldo Bola     |
| 1990 | Reynaldo Bola     |
| 1991 | Reynaldo Bola     |
| 1992 | Reynaldo Bola     |
| 1993 | Reynaldo Bola     |
| 1994 | Reynaldo Bola     |
| 1995 | Reynaldo Bola     |
| 1996 | Paulo Cesar Braga |
| 1997 | Alex de Oliveira  |
| 1998 | Alex de Oliveira  |
| ---- | ----------------- |

| Ano  | Vencedor         |
| 1999 | Alex de Oliveira |
| 2000 | Alex de Oliveira |
| 2001 | Alex de Oliveira |
| 2002 | Alex de Oliveira |
| 2003 | Alex de Oliveira |
| 2004 | Wagner Monteiro  |
| 2005 | Marcelo Reis     |
| 2006 | Alex de Oliveira |
| 2007 | Alex de Oliveira |
| 2008 | Alex de Oliveira |
| 2009 | Milton Júnior    |
| ---- | ---------------- |

| Ano  | Vencedor                  |
| 2010 | Milton Júnior             |
| 2011 | Milton Júnior             |
| 2012 | Milton Júnior             |
| 2013 | Milton Júnior             |
| 2014 | Wilson Dias               |
| 2015 | Wilson Neto               |
| 2016 | Wilson Neto               |
| 2017 | Fábio Damião              |
| 2018 | Milton Júnior             |
| 2019 | Wilson Neto               |
| 2020 | Victor Mizuno             |
| 2023 | Djeferson Mendes Da Silva |
| ---- | ------------------------- |

### Rei Momo em Santos

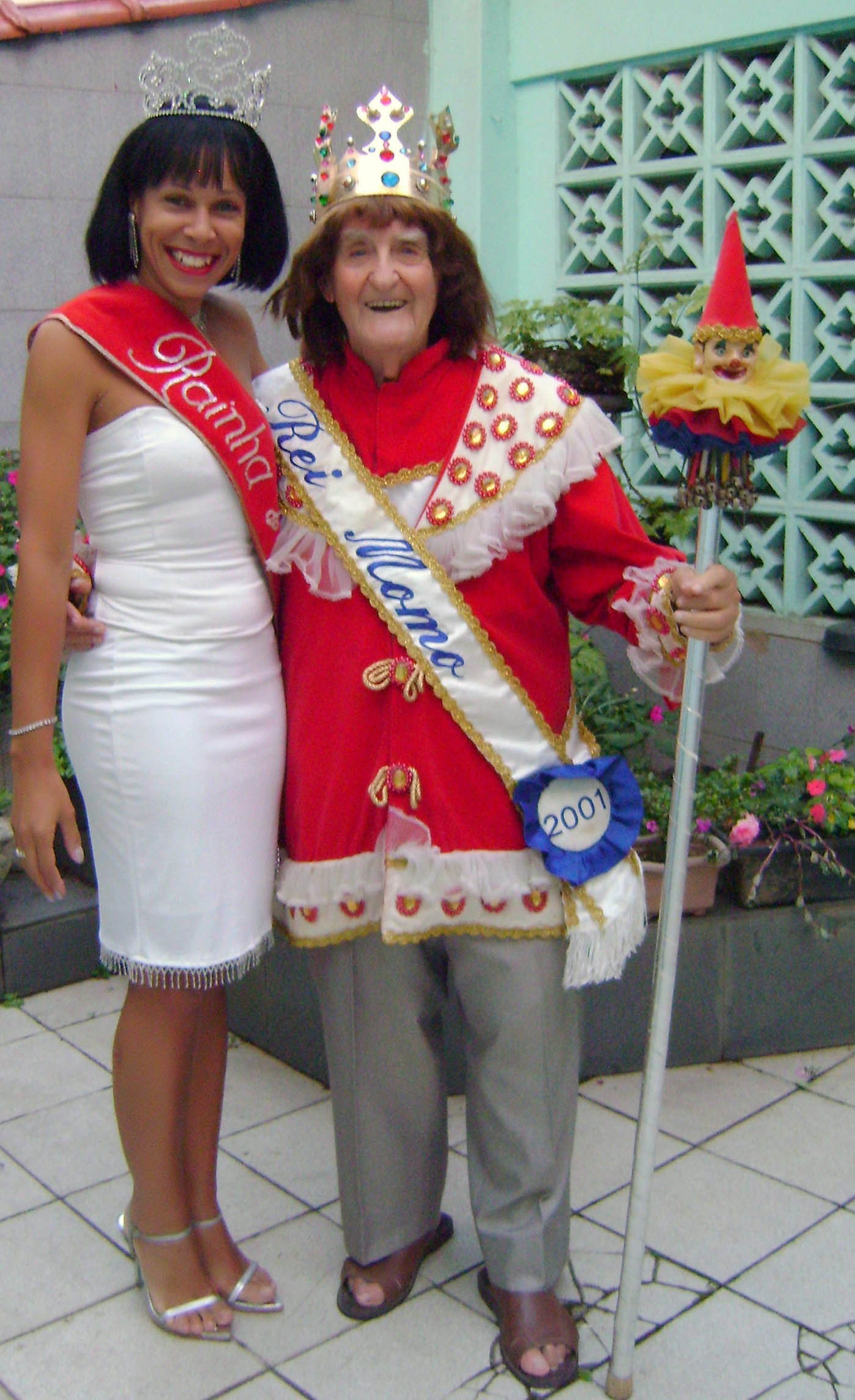
Rei Momo Waldemar, hoje, recebe a visita da Rainha Andréa (Carnaval 1989). Foto de dezembro 2008

Desde 1950 começou ser conhecida a figura do Rei Momo também no Carnaval de Santos com Waldemar Esteves da Cunha (1920-2013), que foi Momo da Cidade até 1990, e até sua morte foi o mais velho Rei Momo vivente de todo o Brasil.

## Rei Momo hoje
Hoje existe concurso para a escolha do Rei Momo em vários estados do Brasil. Para participação do certame é preciso ser muito simpático e esbanjar alegria, além de pesar no mínimo 120 quilos. Esta última exigência vem sendo abandonada nos últimos anos, considerando-se os problemas de saúde causados pela obesidade.